# Птахино
Птахино — деревня в Смоленской области России, в Починковском районе. Население — 4 жителя (2007 год). Расположена в центральной части области в 16 км к северу от Починка, в 6 км к востоку от станции Панская на железнодорожной линии Смоленск — Рославль. Входит в состав Ленинского сельского поселения.

## Известные люди
17 мая 1919 года в деревне родился Дважды Герой Советского Союза, гвардии младший лейтенант, гвардии майор, заместитель командира эскадрильи 9-го гвардейского истребительного авиационного полка 268-й истребительной авиационной дивизии 8-й воздушной армии Южного фронта — Лавринёнков В. Д..